# Firmin Laferrière
Pour les articles homonymes, voir Laferrière.
Louis-Firmin Julien-Laferrière, né à Jonzac le 5 novembre 1798 et mort à Paris le 14 février 1861, est un jurisconsulte français.
Firmin Julien-Laferrière se fera appeler Firmin Laferrière

## Biographie
Firmin Laferrière est le fils de Jean-François Julien-Laferrière, marchand drapier, conseiller municipal à Jonzac, et d'Amicie, née Sazerac de Forge. Il est le cousin germain de Jean-Baptiste Sazerac de Forge.
Avocat à Angoulême, de 1821 à 1831, puis à Bordeaux, il publie en 1836 une Histoire du droit français qui lui vaut d'être nommé professeur de droit administratif à la faculté de Rennes. Il est ensuite recteur de l'académie de Toulouse, puis inspecteur général des facultés de droit. Par décret impérial, il est nommé membre de la section de politique de l'Académie des sciences morales et politiques en 1855, puis transféré dans la section de législation en 1859. 
Marié à Jeanne Elisabeth Elise Lajarthe, fille d'un négociant angoumois, il est le père de Édouard Laferrière (1841-1901), professeur de droit, vice-président du Conseil d'État, et le grand-père de Julien Laferrière (1881-1958), professeur de droit.

## Distinctions
- Officier de la Légion d'honneur

## Principales publications
- Introduction à l'histoire des institutions administratives, discours prononcé à l'ouverture du cours de droit administratif, le 30 avril 1838, Faculté de Rennes (1838) Texte en ligne
- Cours de droit public et administratif (1839)
- Histoire des principes, des institutions et des lois de la Révolution française, depuis 1789 jusqu'à 1800 (1850-1851)
- Essai sur les anciennes coutumes de Toulouse (1855)
- Mémoire sur les lois de Simon de Montfort et sur les coutumes d'Albi des XIIIe, XIVe et XVe siècles (1856)
- Institut impérial de France. Mémoire concernant l'influence du stoïcisme sur la doctrine des jurisconsultes romains, lu dans les séances des 2, 9 et 16 juillet 1859 (1860). Réédition : Elibron Classics, Adamant Media Corporation, 2006.
- 1859 - Firmin Laferrière, Essai sur l'histoire du droit français depuis les temps anciens jusqu'à nos jours (œuvre littéraire). 
  - 1859 - Firmin Laferrière, Essai sur l'histoire du droit français : depuis les temps anciens jusqu'à nos jours y compris le droit public et privé de la Révolution française, volume I, Paris, Guillaumin et Cie, 1859 (BNF 37363793, lire en ligne).
  - 1859 - Firmin Laferrière, Essai sur l'histoire du droit français : depuis les temps anciens jusqu'à nos jours y compris le droit public et privé de la Révolution française, volume II, Paris, Guillaumin et Cie, 1859 (BNF 37363793, lire en ligne).

## Sources
- Notice nécrologique parue dans le Bulletin de la Société archéologique et historique de la Charente, 3e série, tome 3, année 1861, Angoulême, 1863.